# التبييض (الأفلام)

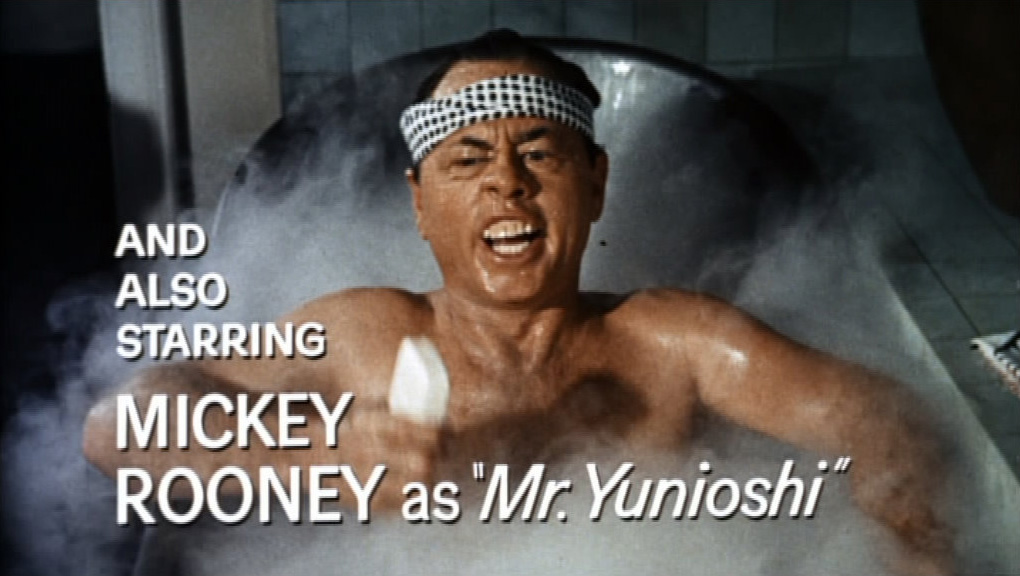
الممثل الأبيض ميكي روني ارتدى الوجه الاصفر لتصوير IY Yunioshi ، المالك الياباني، في عام 1961 فيلم الإفطار في تيفاني.

التبييض (بالإنجليزية: Whitewashing)‏ هو الممارسة في صناعة السينما التي تعطي أدوارًا للأشخاص البيض للعب أدوارًا غير بيضاء. كما هو موضح من قبل ميريام وبستر، التبييض هو: تغيير بطريقة تفضل أو تميز أو تخدم الأشخاص البيض، مثل أداء فنان أبيض دور شخص غير أبيض أو شخصية خيالية ". في السينما، الممارسة قديمة قدم الصناعة نفسها. وقالت هيئة الإذاعة البريطانية: إن قائمة الأفلام التي لعب فيها الممثلون البيض أجناسًا أخرى تشمل كل شيء بدءًا من الكوميديا الرومانسية إلى مغامرات الأكشن والخيال إلى الملاحم التاريخية. تم تبييض أدوار الأفارقة الأمريكيين والآسيويين.

## التاريخ
في أوائل القرن العشرين، لعب الممثلون البيض ادوار عرقيات مختلفة من خلال ارتداء القناع الاسود أو الاصفر، مما أدى إلى المبالغة في الأفكار النمطية المتصورة عن العرقيات الأخرى. على سبيل المثال، لعب الممثل السويدي المولد وارنر أولاند دور المحقق الصيني تشارلي تشان في تشارلي تشان يحمل على (1931) والأفلام اللاحقة. بسبب نقص شخصيات الملونة ( غير البيضاء) في صناعة السينما، تم استقبال هذه الأدوار بشكل جيد في ذلك الوقت من قبل المشاهدين. ممثلين غير اسويين اخرون لعبوا دور المحقق الصيني تشارلي تشان، مانويل أربو، سيدني تولير ,رولاند وينترز، روس مارتن، بيتر أوستينوف.
أصبحت الأفلام أكثر تنوعًا مع ألوان البشرة بحلول منتصف القرن العشرين، واختفى الوجه الاسود في الغالب من صناعة الأفلام. كان فيلم عطيل (1965) استثناءً، حيث تم تصوير الممثل الأبيض لورانس أوليفييه. كان يضع الوجه الاسود . [بحاجة لمصدر] في فيلم Soul Man وفيلم الرعد الاستوائي، تم تصوير بيض في شخصيات بيضاء ترتدي القناع الاسود.
امتدت ممارسة الوجه الأصفر إلى غاية الستينيات. على سبيل المثال، لعب ميكي روني مالك عقار ياباني في وجبة الإفطار في تيفاني (1961). وقال البروفيسور ديفيد أ شلوسمان عن الشخصيات الآسيوية على وجه الخصوص : إن العديد من الأدوار الآسيوية التي رسمها الممثلون البيض ساهمت أيضًا تشكيل مجموعة من الصور النمطية الثقافية في الخطاب القومي الأمريكي. في بداية القرن الحادي والعشرين، كانت الأقليات لا تزال ممثلة تمثيلًا ناقصًا في صناعة السينما في مراحل مختلفة. في حين أن الأدوار السوداء تاريخيا يتم إلقاءها الآن بشكل عام مع الممثلين السود، فإن ممارسة التبييض تنطبق على الأقليات الأخرى.
وقال جاي أوكي إن الافارقة الامريكيين شعروا منذ فترة طويلة بالعبء الكامل لتبييض الأدوار وأن الآسيويين قد مروا بها كذلك. كما تم تصوير زعماء الأمريكيين الأصليين و محاربيهم من قبل البيض.

## دور التنفيذيين
قالت بي بي سي في عام 2015 : إن ممارسة تمثيل الممثلين البيض في الأدوار غير البيضاء لا تزال سائدة في هوليوود - على الرغم من الإدانة والاحتجاج على نطاق واسع. أظهر تقرير في عام 2013 أن 94 ٪ من مديري الأفلام كانوا من البيض وأن الأشخاص غير البيض كانوا ممثلين تمثيلًا ناقصًا كمخرجين وممثلين. استكشفت بي بي سي سببين لممارسة التبييض: العنصرية المؤسساتية والاعتقاد بأن الجهات البيضاء المعروفة تجذب المزيد من الجماهير وتعظم الأرباح. قال توم روثمان ، رئيس شركة سوني بيكتشرز : أعتقد أن هناك قوة مؤسساتية وذاكرة معينة موجودة هناك. . . . أعتقد أن الصناعة تتحسن، لكنني بالتأكيد أتفق مع أولئك الذين يقولون أننا لم نغير بالسرعة الكافية.
يفترض جيفري ميو، مؤلف كتاب علم النفس متعدد الثقافات: فهم مجتمعاتنا المتنوعة، أن صناعة الأفلام، ومعظمها بيضاء، تستأجر أشخاصًا من خلفيات مماثلة. قال ميو عن الأساس المنطقي القائل بأن الممثلين المؤهلين فقط هم الذين يلقيون : هذه هي الحجة التي يقدمها المخرجون ومديرو التمثيل، ولكن في كثير من الأحيان سيخبرنا الممثلون العرقيون أنه عندما يقولون أننا نختار أفضل ممثل فقط، فإنهم يقصدون نختار أصدقائنا، أو الأشخاص الذين اعتدنا عليهم. وقال كريج ديتويلر أستاذ تاريخ الأفلام بجامعة بيبردين : هناك نقص من النجوم الأمريكيين من أصل أفريقي والآسيوي واللاتيني. بالنسبة لجميع سياسات هوليوود التقدمية، تبدو القرارات رجعية بشكل ملحوظ. في عام 2010 ، عزت TheWrap عدم وجود تنوع عرقي إلى العنصرية المؤسسية ونقص الممثلين الذين يمكن تمويلهم من خلال اللون، وهذا التبييض في أفلام مثل أمير فارس: رمال الزمن (فيلم) و ذا لاست إيربندر أدى إلى تفاقم المشكلة. 

## الجانب التجاري
اختيار الممثلين البيض يؤدي إلى تحقيق أقصى قدر من الأرباح، قال ديفيد وايت، المدير التنفيذي الوطني لنقابة الممثلين SAG-AFTRA، إن الممثلين السود المشهورين مثل ويل سميث ، دينزل واشنطن، وديفيد أويلوو فندوا الأساس المنطقي لارتفاع الارباح. قال الأستاذ المساعد في الاتصالات أندرو جيه ويفر : هناك افتراض في هوليوود بأن البيض سيتجنبون الأفلام ذات الأغلبية السوداء من الممثلين، أو أي فريق عرقي اخر. ترى هذا التبييض للأفلام - حتى الأفلام التي تحتوي على شخصيات أقلية مكتوبة بها يتم طرحها مع البيض. وقال أستاذ السينما ميتشل دبليو بلوك ان الاستوديوهات تلتزم بوضع المعايير كممارسة الأعمال التجارية لجذب المستثمرين والمنتجين. قال المخرج ريدلي سكوت إنه بدون اختيار الممثلين البارزين، فيلمه الملحمي الإنجيلي لعام 2014 خروج: الآلهة والملوك لم يكن ليصنع أبدًا، قائلاً : لا يمكنني تركيب فيلم من هذه الميزانية ... وأقول أن ممثلي الرئيسي هو محمد كذا وكذا من كذا وكذا. . . . أنا لن أحصل على تمويل. لاحظت USA Today مع أفلام مثلالإفطار عند تيفاني (فيلم) والقلب الكبير (فيلم) وبان (فيلم) : لا يزال الممثلون البيض في صدارة أدوار البطولة، على الرغم من التمثيل الناقص للأشخاص الملونين في التمثيل والتوجيه والإنتاج.

## حملات مكافحة التبييض
سعت مجموعات مراقبة وسائل الإعلام إلى اختيار ممثلين أصليين على الشاشة، مع الأخذ فيعين الاعتبار قرارات الاختيار مثل الممثل جوني ديب كأميركي أصلي في الحارس الوحيد (فيلم). مع تلقي الأفلام من الولايات المتحدة الترويج في المزيد من الأسواق العالمية، تناقشت مجموعات الأدوار التي تمثل تنوع الجماهير، الذين يبحثون عن المزيد من الأصالة. اعترض ديفيد وايت من منظمة SAG-AFTRA على معارضة المجموعات لطرح الممثلين البيض في أدوار غير بيضاء: تقر القوانين أن العرق لا يكون جزءًا من المؤهلات للحصول على وظيفة، لكنه أدرك أن هناك نقصًا في التنوع في الأدوار المتاحة. قال أستاذ القانون جون طهرانيان : بالطبع، لا يوجد شيء متأصل في الاختيار الأعمى، طالما أنه يعمل في كلا الاتجاهين. ولكن في الواقع، لم يحدث ذلك قط. نادرا ما يرى المرء، على سبيل المثال، ممثل أمريكي من أصل أفريقي أو لاتيني أو آسيوي على أنه شخصية بيضاء." 

## أمثلة على الحالات المرتبطة
فيما يلي قائمة ببعض الأفلام التي تم انتقاد لانها مارست التبييض:
| الفيلم | السنة | الشرح |
| ------ | ----- | --- |
| 21     | 2008  | الفيلم عن عد البطاقات يضم الممثلين جيم ستورجيس، كيت بوسورث، جاكوب بيتس وكيفن سبيسي في الأدوار الرئيسية. يعتمد الفيلم على القصة الحقيقية حيث قامت مجموعة من الطلاب الأمريكيين الآسيويين ومعلمهم بتطبيق حساب البطاقات للفوز بشكل كبير في المقامرة. قال جيف ما، الذي كان من بين الطلاب، أن الجدل كان "مبالغًا فيه" وأن الجانب المهم هو أن الممثل الموهوب سيصوره. وقال ما، وهو أمريكي صيني، لموقع يو إس إيه توداي: "كنت سأكون أكثر إهانة إذا اختاروا شخصًا يابانيًا أو كوريًا، لمجرد أن يلعب لي آسيوي." |

## فهرس
- Weaver، Andrew J. (أبريل 2011). "The Role of Actors' Race in White Audiences' Selective Exposure to Movies". Journal of Communication. ج. 61 ع. 2: 369–385. DOI:10.1111/j.1460-2466.2011.01544.x.